# چشمان آبی روشن
چشمان آبی روشن (انگلیسی: Pale Blue Eyes)، آهنگی است از گروه موسیقی راک آمریکایی ولوت آندرگراوند که توسط لو رید نوشته و خوانده شده است. او یک دمو با جان کیل در مه ۱۹۶۵ ضبط کرد.